# Demà comença tot
Demà comença tot (originalment en francès, Demain tout commence) és una pel·lícula francesa de comèdia dramàtica del 2016, que és una nova versió de la pel·lícula mexicana No se aceptan devoluciones. És dirigida per Hugo Gélin i protagonitzada per Omar Sy. El rodatge principal va començar el 21 de setembre de 2015 al sud de França abans de traslladar-se a Londres, i estava programat per concloure el 10 de desembre de 2015. A Rotten Tomatoes, la pel·lícula té un índex d'aprovació del 38%. El 2017 es va estrenar el doblatge en català als cinemes.

## Repartiment
En Samuel viu la vida sense responsabilitats en un poble del sud de França, fins al dia que una de les seves ex-parelles li deixa als braços la seva filla de pocs mesos. Incapaç de tenir cura d'un nadó i decidit a retornar-li la criatura a la seva mare, se'n va a Londres per trobar de trobar-la sense èxit.
- Omar Sy com a Samuel
- Gloria Colston com a Gloria
- Clémence Poésy com a Kristin Stuart
- Antoine Bertrand com a Bernie
- Ashley Walters com a Lowell
- Clémentine Célarié com a Samantha
- Ruben Alves amb un paper menor[1]